# Bernhard Below (Architekt)

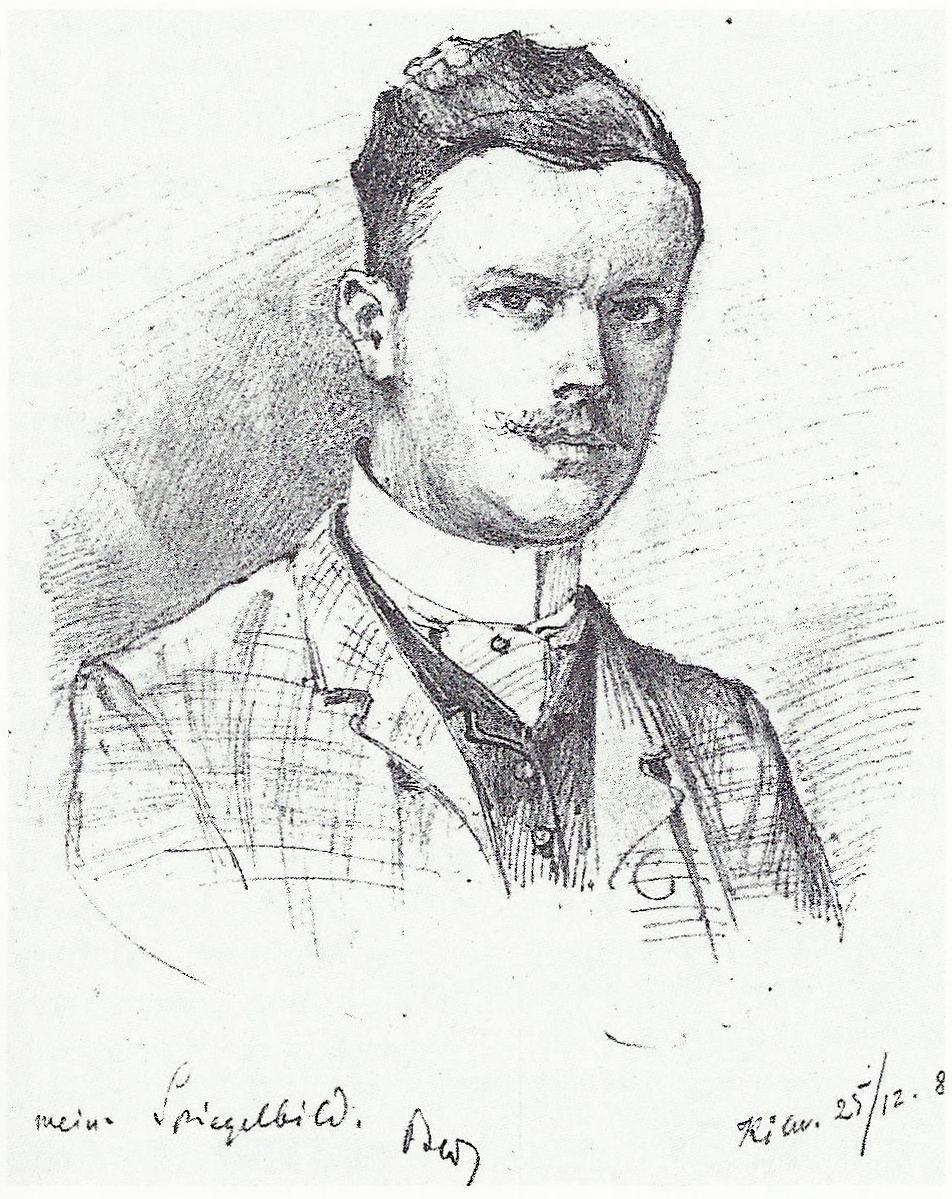
Bernhard Below 1888

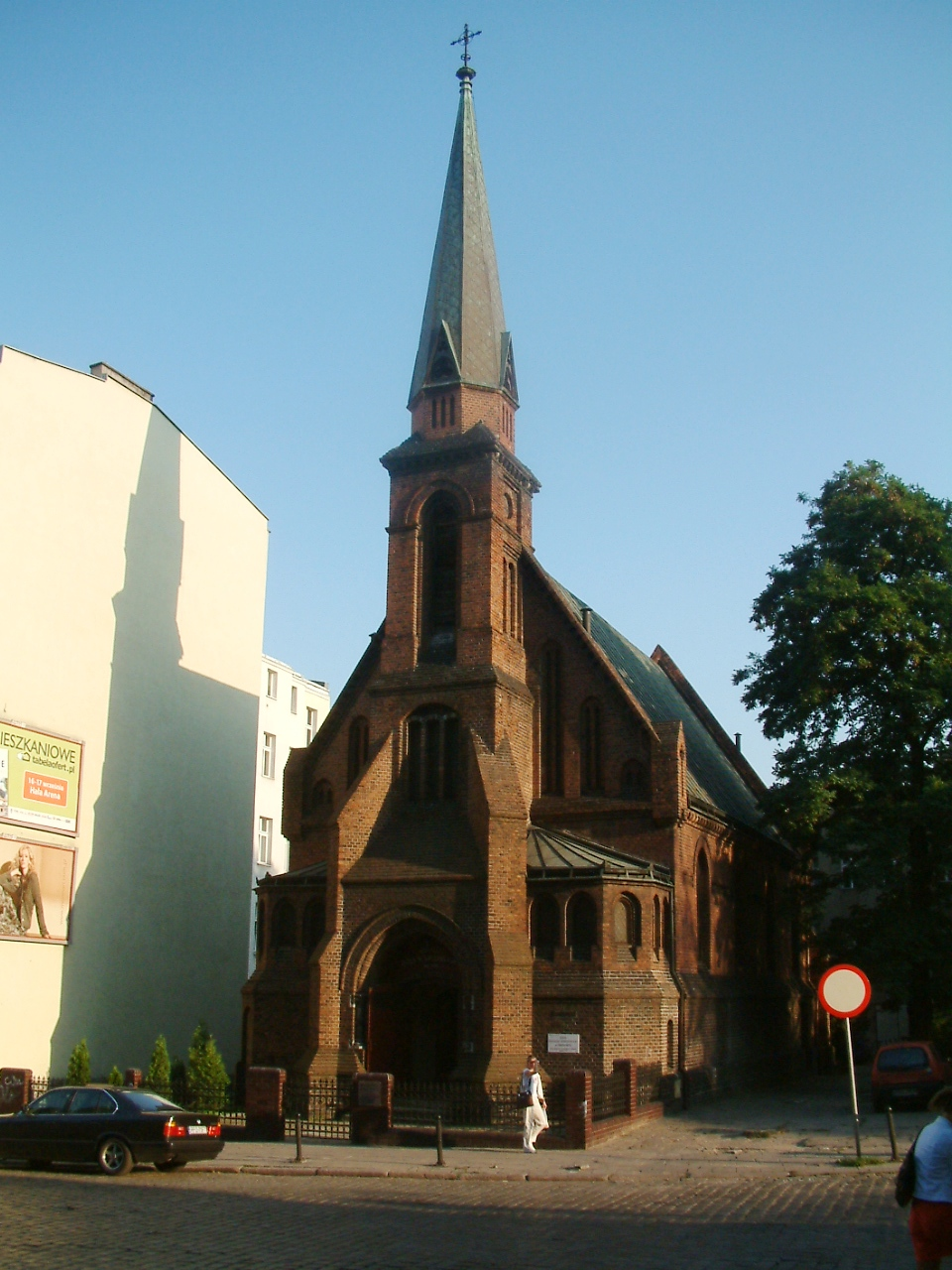
Heilig-Kreuz-Kirche in Posen

Bernhard Traugott Below (* 23. September 1854 in Posen; † 26. Oktober 1931 in Köln) war ein deutscher Architekt und Ingenieur. Er baute 1885–1886 in der Posener Altstadt die altlutherische Heilig-Kreuz-Kirche in neugotischem Stil.

## Zusammenarbeit mit Emil Schreiterer
Wohl kurz danach siedelte er nach Köln um, wo er in preußischem Staatsdienst die Stelle eines Bauinspektors bei der Königlichen Eisenbahndirektion Köln antrat. In den frühen 1890er Jahren gründete er in Köln mit Emil Schreiterer, Mitbegründer des Bundes Deutscher Architekten (BDA), das Architektenbüro Schreiterer & Below, das bis Ende der 1920er Jahre bestand, und vor allem im Wohnungs- und Villenbau im Rheinland tätig war. Zu ihren wichtigsten Arbeiten gehören die neuromanische Kölner Hauptsynagoge (1895–1899) und das neuklassizistische Thermal-Badehaus in Bad Neuenahr (1898–1899). Außerdem war das Büro u. a. zuständig für den freien Wiederaufbau der Ruine der mittelalterlichen Burg Katz bei Sankt Goarshausen (1899).